# Francis Daniels Moore
Francis Daniels Moore (* 17. April 1913 in Evanston, Illinois; † 24. November 2001 in Westwood, Massachusetts) war ein US-amerikanischer Chirurg.

## Leben
Francis D. Moore wuchs in Illinois und Wyoming auf, studierte an der Harvard University (Bachelor-Abschluss 1935 cum laude in Anthropologie) und machte dort 1939 seinen M.D.-Abschluss an der Harvard Medical School cum laude. Nach der Facharztausbildung (Internship, Residency) am Massachusetts General Hospital, wo er ab 1942 Chief Resident in Chirurgie war (wegen chronischen Asthmas musste er keinen Wehrdienst leisten), begann er seine Forschungen über den Stoffwechsel und seinen Einfluss auf die chirurgische Behandlung mit Untersuchungen in der Nuklearmedizin bei Joseph C. Aub. Er war ab 1948 am Peter Bent Brigham Hospital in Boston mit nur 34 Jahren Leiter der Chirurgie und Moseley Professor für Chirurgie an der Harvard Medical School.
Er blieb bis 1976 Chef der Chirurgie am Peter Bent Brigham Hospital, blieb dort aber weiter aktiv  und war bis 1981 Professor an der Harvard Medical School, wo er Vorstand der Chirurgie war. An der Harvard Medical School war er als charismatischer Lehrer bekannt und präsentierte regelmäßig samstagmorgens einen seiner Patienten den Studenten in einer speziellen Clinic Vorlesung. Er blieb bis ins hohe Alter wissenschaftlich und öffentlich aktiv.

## Werk

### Transplantationen
Dort wurde 1954 die erste Nierentransplantation (an identischen Zwillingen) ausgeführt unter Moores Leitung. Er arbeitete dort mit dem Chefarzt George Thorn zusammen, der die damals neuen Dialyse-Methoden von Willem Kolff einführte. Unter Leitung des Chirurgen David Hume, der zuvor an Hunden an Nierentransplantationen experimentiert hatte, waren zunächst mehrere Fehlschläge bei Nierentransplantationen an Menschen aufgetreten, alle Patienten starben innerhalb weniger Wochen aufgrund von Abstoßungsreaktionen. Nachdem Hume seinen Dienst bei der US Navy angetreten hatte, beauftragte Moore den Chirurgen Joseph Murray (von Moore ursprünglich  eingestellt um die plastische Chirurgie zu entwickeln) damit, die Versuche fortzusetzen und 1954 gelang dann eine erfolgreiche Operation an identischen Zwillingen. Bei nicht verwandten Spender-Patienten gelang Murray erst 1962 die erste solche Transplantation, nachdem geeignete Immunsuppressiva entwickelt worden waren (Azathioprin). 1963 war Moore deshalb auf dem Titelblatt des Time Magazine. Murray erhielt später den Nobelpreis.
Moore versuchte sich 1963 auch an Lebertransplantationen, wie gleichzeitig Thomas E. Starzl an der University of Colorado. Das war damals nicht erfolgreich und er gab dies auf. Die Entwicklung der Methoden dazu wurde aber von Starzl und Roy Calne weiter betrieben.

### Weitere Schwerpunkte
Als Leiter der Chirurgie war er für eine Reihe innovativer Neuerungen am Peter Bent Brigham Hospital verantwortlich, neben der Entwicklung der Transplantationsmedizin zum Beispiel in der Hormonbehandlung bei Brustkrebspatienten. In den 1960er Jahren baute Moore auch die Herzklappen Chirurgie unter Dwight Harken an seiner Klinik aus.
Neben der ersten Nierentransplantation war er für eine Reihe weiterer chirurgischer Neuerungen bekannt. Er verbesserte die Wundbehandlung bei Verbrennungen. Sein einschneidendes Erlebnis dazu hatte er 1942. Nachdem  am Massachusetts General Hospital am 28. November 1942 einige der über 100 schwer verbrannten Patienten aus einem Brand des Cocoanut Grove Night Club eingeliefert wurden, behandelte sie der Chirurg Oliver Cope mit einer neuen Therapie, sterile Gaze Verbände, die in Petroleum getränkt waren. Damit erzielte er gute Erfolge, im Gegensatz zur damals üblichen Behandlung mit Tanninsäure, wo bei den im Boston City Hospital eingelieferten Schwerstverbrannten 30 Prozent starben.
Moore war ein Pionier in der Verwendung von Methoden der Nuklearmedizin, unter anderem bestimmte er den Wassergehalt des Körpers und anderer Stoffe im Körper über die Verwendung radioaktiver Isotope. Damit verbunden waren auch seine Untersuchungen ab Ende der 1940er Jahre über die Vor- und Nachbehandlung von Patienten in der Chirurgie, die sich in seinem Lehrbuch The metabolic care of surgical patient niederschlugen. Sie veränderten auch die chirurgische Praxis, indem sie die Physiologie des Patienten (zum Beispiel Elektrolyt-Konzentration, Abnormalitäten im Hormonspiegel) mehr in den Vordergrund rückte.

## Ehrungen und Dienst an der Öffentlichkeit
1978 erhielt er die Lister-Medaille. Er war Mitglied der American Academy of Arts and Sciences (1952), der National Academy of Sciences (1981) und der American Philosophical Society (1998). Zeitweise war er Mitherausgeber des New England Journal of Medicine.
1997 startete er eine Kampagne mit dem ehemaligen Dekan der Harvard Business School, John H. McArthur, für eine Überwachung der Krankenversicherungen in den USA nach dem Vorbild der SEC. 1970 bis 1975 stand er einer Untersuchung des Zustands der Chirurgie in den USA vor (SOSSUS, Study on Surgical Services of the United States) im Auftrag der American Surgical Association und des American College of Surgeons. Er war auch mehrere Jahre Berater des Generalstabsarztes (Surgeon General) der US Army und hatte schon im Koreakrieg zur Verbesserung der Behandlung von Verwundeten beigetragen, als er mithalf das Rätsel von Kaliumvergiftungen unter Verwundeten zu lösen, die veraltete Blutkonserven bekommen hatten. 1976 bis 1983 war er im Rat der Uniformed Services University of the Health Sciences. Moore beriet auch die NASA und die National Institutes of Health.

## Privates
Er war 1935 bis zu ihrem Tod in einem Autounfall 1988 mit Laura Benton Bartlett verheiratet und in zweiter Ehe ab 1990 mit Katharyn Watson Saltonstall. Er hatte aus erster Ehe fünf Kinder, von denen der Sohn Francis D. Moore Jr. ebenfalls Chirurg am Brigham and Woman´s Hospital wurde.
Moore führte mehrere Jahre lang auch eigene Stücke im Tavern Club in Boston auf. Schon in seiner Studentenzeit in Harvard tat er sich in dieser Beziehung hervor als Präsident des Harvard Lampoon und der Hasty Pudding Society.

## Schriften
- A miracle and a privilege. Recounting a half century of surgical advance, Washington D. C., Joseph Henry Press, 1995 (Autobiographie)
- The metabolic care of surgical patient, Philadelphia, Saunders 1959
- Give and Take. The development of tissue transplantation, Philadelphia, Saunders 1964, Neuauflage als Transplant: the give and take of tissue transplantation, Simon and Schuster 1972, deutsche Übersetzung Transplantation. Geschichte und Entwicklung bis auf die heutige Zeit, Springer, Heidelberger Taschenbücher 1970
- Metabolic care of the surgical patient. Saunders, Philadelphia/London 1959.
- mit Andrew Jessiman Carcinoma of the breast; the study and treatment of the patient, Boston, Little, Brown and Comp., 1956
- mit R. W. Steenberg, M. R. Ball, G. M. Wilson und J. A. Myrden: Studies in surgical endocrinology. In: Annales of Surgery. Band 141, 1955, S. 145 ff.
- mit anderen: The body cell mass and its supporting environment; body composition in health and disease, Philadelphia, Saunders 1963
- Bodily changes in surgical convalescence. 1 – The normal sequence – Observation and interpretation. In: Annales of Surgery. Band 137, 1953, S. 289 ff.
- mit Margaret R. Ball The metabolic response to surgery, Springfield, Illinois, C. Thomas 1952